# Pteryxia petraea
Pteryxia petraea är en flockblommig växtart som först beskrevs av Marcus Eugene Jones, och fick sitt nu gällande namn av John Merle Coulter och Joseph Nelson Rose. Pteryxia petraea ingår i släktet Pteryxia och familjen flockblommiga växter. Inga underarter finns listade i Catalogue of Life.